# Gottlieb Duttweiler Institute
Gottlieb Duttweiler Institute (GDI)  je švýcarská nezávislá organizace. Sídlí v obci Rüschlikon v curyšském kantonu a byla založena dne 1. září 1963. Svůj název dostala podle podnikatele a zakladatele obchodního řetězce Migros Gottlieba Duttweilera, který o rok dříve zemřel.
GDI se zabývá problémy týkajícími se oblasti spotřeby, obchodu a společnosti, a aktuálními tématy týkajícími se podnikání a společnosti. Výsledky jejího výzkumu jsou čtvrtletně publikovány v časopise GDI Impuls.
Organizace nepravidelně uděluje také vlastní ocenění; to je udělováno lidem, kteří nějakým způsobem přispěli k blahu širší komunity. Mezi oceněné patří například Jimmy Wales, Václav Havel nebo Kofi Annan. V dubnu 2015 jej získal zakladatel World Wide Webu Tim Berners-Lee a během předávání zde vystoupil velšský hudebník a skladatel John Cale.